# والتر روشنبوش
والتر روشنبوش (1861–1918) لاهوتي أمريكي وقسيس معمداني كان يدرّس في مدرسة روتشستر اللاهوتية. كان روشنبوش شخصية رئيسية في حركات الإنجيل الاجتماعي والضريبة الفردية التي ازدهرت في الولايات المتحدة خلال أواخر القرن التاسع عشر وأوائل القرن العشرين. كان أيضًا جد الفيلسوف ريتشارد رورتي، صاحب النفوذ، من جهة والدته والجد الأكبر لبول روشنبوش.

## سيرته الذاتية

### بداية حياته وتعليمه
وُلد والتر روشنبوش في 4 أكتوبر عام 1861، في روتشستر، نيويورك، للألمانيين أوغسطس روشنبوش وكارولين رامب.
على الرغم من أنه مر بفترة شباب متمردة، غير أنه اختبر في سن السابعة عشرة تحولًا دينيًا شخصيًا «أثر على أعماق روحه». مثل الابن الضال، كتب: «جئت إلى أبي، وبدأت أصلي طلبًا للمساعدة وحصلت عليها»، لكنه شعر في وقت لاحق أن هذه التجربة كانت غير مكتملة، وركزت على التوبة من الخطايا الشخصية ولكن ليس من الخطايا الاجتماعية.
بعد المدرسة الثانوية، ذهب للدراسة في الجمنازيوم (يكافئ مدرسة تحضيرية) في غوتيرسلوه في ألمانيا. بعد ذلك، عاد إلى الولايات المتحدة ودرس في جامعة روتشستر حيث حصل على بكالوريوس في الآداب في عام 1884. ثم درس اللاهوت في مدرسة روتشستر اللاهوتية التابعة للكنائس المعمدانية الأمريكية في الولايات المتحدة الأمريكية وحصل على بكالوريوس في اللاهوت في عام 1886.
عندما التحق بمدرسة روتشستر اللاهوتية، شكل ذلك تحديًا لما تعلمه في البداية. تعلم النقد العالي، مما جعله يعلق لاحقًا بأنه «لم يعد بإمكانه الدفاع عن أفكاره الموروثة حول عصمة الكتاب المقدس». بدأ أيضًا يشك في الكفارة البديلة؛ قال عنها: «لم يعلمها يسوع؛ إنها تجعل الخلاص يعتمد على معاملة ثلاثية بعيدة عن التجربة البشرية؛ وتدل على مفهوم العدالة الإلهية الذي يتعارض مع شعور الإنسان»، لكن هذه التحديات عززت إيمانه، بدلًا من زعزعته.

### الوزارة
في 1886, بدأ روشنبوش وظيفته كراعٍ للأبرشية في الكنيسة المعمدانية الألمانية الثانية في هيلز كيتشن، نيويورك. جعله انتشار الفقر في المناطق الحضرية وجنازات الأطفال يتجه إلى النشاطية الاجتماعية. بالنسبة له، كان للكنيسة دور أساسي في محاربة الظلم المنهجي لجميع المجموعات والأشخاص.
في عام 1892, شكّل روشنبوش مع بعض من أصدقائه مجموعة سموها أخوة المملكة. انضم قساوسة وزعماء إلى المنظمة لمناقشة وتطبيق الإنجيل الاجتماعي.
في عام 1897، بدأ بتدريس العهد الجديد في مدرسة روتشستر اللاهوتية في روتشستر، نيويورك، حتى عام 1902، حيث درّس تاريخ الكنيسة.
في عام 1907، نشر كتاب المسيحية والأزمة الاجتماعية الذي أثر على أنشطة العديد من الجهات الفاعلة في الإنجيل الاجتماعي.
في عام 1917، حشد نشر كتاب «لاهوتية الإنجيل الاجتماعي» عدة كنائس ليبرالية بروتستانتية في قضية الإنجيل الاجتماعي. يشرح في هذا الكتاب، أن المسيحيين يجب أن يكونوا مثل القدير الذي أصبح إنسانًا متجسدًا في يسوع المسيح، وكان مع الجميع بشكل متساوي واعتبر الناس هدفه للحب والخدمة.

### الموت والإرث
توفي والتر روشنبوش في روتشستر في 25 يوليو 1918، عن عمر يناهز 56 عامًا.
أثر عمل روشنبوش، من بين أمور أخرى، على مارتن لوثر كينغ جونيور، وديزموند توتو، ولوسي راندولف ميسون، ورينهولد نيبوهر، ونورمان توماس، وجورج ماكغفرن، وجيمس مكلندون، وحفيده ريتشارد رورتي. استخدمت بعض وزارات العدالة الاجتماعية اسم روشنبوش حتى في القرن الحادي والعشرين، تكريمًا لحياته وعمله، بما في ذلك مجموعات مثل وزارات مترو روشنبوش في نيويورك ومركز روشنبوش للروح والعمل في سياتل.
تحتفظ سجلات المؤتمر المعمداني لأمريكا الشمالية في سو فولز، داكوتا الجنوبية، والجمعية الأمريكية المعمدانية التاريخية في أتلانتا، جورجيا، بمجموعات واسعة لروشنبوش. تحتوي أراشيف كنيسة مجتمع أورشارد في اليونان، نيويورك، سجلات المعمودية الأصلية لوالتر وسجلات العضوية لزوجته ووالده.
قدمت السيدة إدموند ليون نافذة من الزجاج الملون لكنيسة أندروز ستريت المعمدانية (عُرفت باسم الكنيسة المعمدانية الألمانية الأولى حتى عام 1918) في روتشستر حوالي عام 1929. أصبح المبنى مهجورًا في أواخر الستينيات وسُرقت بعض النوافذ، بما في ذلك جزء من نافذة روشنبوش الأصلية. اشترت جماعة جديدة المبنى وقام خبير في الزجاج الملون بإصلاح وإعادة إنشاء بعض النوافذ؛ ومع ذلك، فإن الجزء العلوي من نافذة روشنبوش يختلف اختلافا كبيرًا عن الأصلي. تظهر صورة للنافذة الأصلية في كتيب تم نشره للاحتفال بالذكرى المئوية للكنيسة في عام 1951.

## وجهة نظره حول المسيحية
كان رأي روشنبوش بالمسيحية هو أن الغرض منها نشر ملكوت الله، ليس من خلال أسلوب الوعظ «النار والكبريت»، ولكن من خلال الحياة المسيحانية بقيادة أعضائها. لم يفهم روشنبوش موت يسوع على أنه كفارة بديلة؛ بدلًا من ذلك، اعتقد أن يسوع مات «ليحل الحب محل الأنانية كأساس للمجتمع البشري». كتب روشنبوش أن «المسيحية بطبيعتها ثورية» وحاول تذكير المجتمع بذلك، وعلمه أن ملكوت الله ليس مسألة متعلقة بإدخال الأفراد إلى الجنة، وإنما بتحويل الحياة على الأرض إلى الانسجام السماوي.
كانت الكنائس البروتستانتية الرئيسية في بداية مرحلة بلوغ روشنبوش متحالفة إلى حد بعيد مع المؤسسات السياسية والاجتماعية، داعمةً بذلك ممارسات مثل استخدام عمالة الأطفال وهيمنة البارونات اللصوص. لم يرى العديد من رؤساء الكنائس رابطًا بين هذه القضايا وأبرشياتهم المستقلة، نتيجةً لذلك لم يقوموا بأي جهود لحل المعاناة. لكن روشنبوش اعتبر واجبه بصفته وزيرًا وطالبًا للمسيح أن يعمل بحب من خلال محاولته تحسين الظروف الاجتماعية.